# Antoine Mazier
Pour les articles homonymes, voir Mazier.
Antoine Mazier est un homme politique français né le 11 octobre 1908 à Saint-Étienne-Cantalès (Cantal) et décédé le 6 décembre 1964 à Paris.

## Biographie
Pupille de la Nation, vivant son enfance dans une grande pauvreté, Antoine Mazier est un pur produit de la promotion par l'école républicaine : boursier, il finit ses études à l'école normale supérieure de Saint-Cloud, puis entame, à partir de 1930, une carrière de professeur d'école normale, souvent perturbée par des mutations imposées par la hiérarchie, du fait de son engagement politique, mais aussi syndical : il est notamment à l'origine de la création de la section de la Creuse de la fédération générale de l'enseignement CGT.
Antoine Mazier adhère en effet dès 1930 à la SFIO. En 1932, il est secrétaire de la section socialiste de Saint-Lô.
Après un congé pour maladie qui l'éloigne aussi de l'action militante, de 1935 à 1937, il est nommé à Saint-Brieuc où il va s'installer durablement.
Devenu secrétaire de la section socialiste de la ville, il mène une politique d'union de la gauche avec les militants du Parti communiste français, notamment contre la ligne « néo-socialiste » du député-maire Octave Brilleaud.
En retrait pendant toute la période de guerre et d'occupation, Mazier ne reprend son activité politique qu'à la Libération.
Il est alors secrétaire administratif de la fédération socialiste des Côtes-du-Nord, et véritable maitre d'œuvre de l'action fédérale. Représentant de l'aile gauche du parti, il soutient Guy Mollet lors du congrès de 1946, mais, avec la majorité de sa fédération, s'oppose à la ligne « d'autonomie socialiste » du nouveau secrétaire général, prenant même position pour la fusion avec le PCF.
Élu député à la deuxième constituante, en 1946, il est réélu dans la première assemblée nationale de la Quatrième république, puis de nouveau en 1951 et en 1956.
À partir de 1948, Mazier prend de sérieuses distances avec la direction socialiste, qui n'iront qu'en augmentant. Favorable à la décolonisation dès 1950, opposé à la Communauté européenne de défense en 1952, partisan de l'union de la gauche malgré les attaques politiques dont il était lui-même victime de la part des communistes locaux, et notamment du député Marcel Hamon, il se retrouve avec Daniel Mayer dans l'opposition à la politique algérienne de Guy Mollet en 1956.
En 1958, il est élu conseiller général des Côtes-du-Nord, battant dans son canton de Saint-Brieuc la députée MRP et future ministre Marie-Madeleine Dienesch.
Il quitte la SFIO fin 1958 et participe, en mars 1959, à la création du Parti socialiste autonome, et poursuit son action politique au sein du Parti socialiste unifié. À partir de 1961, il siège au comité politique national du parti, soutenant la ligne du secrétaire général Edouard Depreux.
Non réélu aux législatives de 1958, il mène néanmoins la liste d'union de la gauche aux municipales, à Saint-Brieuc, l'année suivante, sans succès. Il obtient cependant l'annulation de l'élection compte tenu de la prise de position publique contre sa liste de l'évêque, le jour de l'élection.
Il remporte, à la tête d'une liste d'union de la gauche, la municipale partielle de 1962. En 1964, il est réélu au conseil général.
Après son décès brutal, en décembre 1964, Yves Le Foll reprend le flambeau du PSU local.

## Hommage
Le campus universitaire de Saint-Brieuc a été baptisé du nom d'Antoine Mazier.